# Zigu Ornea
Zigu Ornea (nume original: Orenstein, n. 27 august 1930, Frumușica, județul Botoșani – d. 14 noiembrie 2001, București) a fost un editor, critic, istoric literar, publicist și scriitor român de origine evreiască, autorul unei bibliografii impresionante cuprinzând numeroase lucrări de specialitate și articole, monografii, cronici literare și cronici ale edițiilor.
Alături de profesorul Leon Volovici, Zigu Ornea a subliniat printre primii tendințele și manifestările antisemite din operele unor reprezentanți importanți ai generației interbelice de scriitori de la noi. Volumul Anii treizeci. Extrema dreaptă românească a reprezentat astfel pentru intelectualitatea românească, alături de Jurnalul lui Mihail Sebastian, o oglindă impresionantă a perioadei interbelice întrucâtva idilizate înainte vreme. Cartea a apărut în traducere și la prestigioasa editură Columbia University Press în anul 2000, constituind astăzi o referință bibliografică importantă în facultățile de profil umanist din România.

## Biografie
Urmează liceul la Botoșani și cursurile Facultății de Filosofie din București. Debutează editorial în 1969, cu volumul Junimismul. Absolvent în 1955 al Facultății de Filosofie din București, devine redactor la E.S.P.L.A., pentru ca, din motive de „dosar” ideologic, în 1959 să fie corector plătit doar pentru recenziile publicate la „Gazeta literară”. Este perioada în care-l frecventează pe profesorul Mihail Ralea, unul dintre directorii de conștiință ai generației sale alături de George Călinescu și Tudor Vianu. De-a lungul timpului leagă prietenii sau relații de strânsă colaborare cu Matei Călinescu, Gabriel Dimisianu, Radu Cosașu, Andrei Pleșu, Ion Ianoși sau Al. Săndulescu. Deține apoi în revista „România literară” rubrica de cronică a edițiilor, din 1982 până la moartea sa.
Una dintre cele mai interesante rubrici ale sale din presa românească a fost cea din revista Dilema, pe care a ținut-o până la moartea sa, în anul 2001. A fost de asemenea director al editurii Minerva și al editurii Hasefer.

## Volume reprezentative
- A.D. Xenopol. Concepția socială și filosofică, în colaborare cu N. Gogoneață, București, 1965;
- Falansterul de la Scăeni, în colaborare cu I. Cojocaru, București, 1966;
- Junimea. Contribuții la studierea curentului, București, 1966;
- Trei esteticieni: M. Dragomirescu. H. Sanielevici. (P. P.) Negulescu, București, 1968;
- Țărănismul, București, 1969;
- Sămănătorismul, București, 1970, ed. a II-a, revăzută și adăugită, 1971; ed. a III-a, revăzută, 1998;
- Poporanismul, București, 1972;
- Studii și cercetări, București, 1972;
- Junimea și junimismul, București, 1975 (ed. a II-a, revăzută și adăugită, 1978; altă ed., I-II, 1998);
- Confluențe, București, 1976;
- Curentul cultural de la „Contemporanul”, București, 1977;
- Tradiționalism și modernitate în deceniul al treilea, Ed. Eminescu, București, 1980;
- Comentarii, București, 1981;
- Viața lui Constantin Dobrogeanu-Gherea, București, 1981;
- Opera lui Constantin Dobrogeanu-Gherea, București, 1982;
- Actualitatea clasicilor, București, 1985;
- Viața lui Titu Maiorescu, I-II, București, 1986-1987 (ed. a II-a, revăzută și corectată, 1997);
- Atitudini, București, 1988;
- Interpretări, București, 1988;
- Viața lui Constantin Stere, I-II, București, 1988-1991;
- Înțelesuri, București, 1994;
- Anii treizeci. Extrema dreaptă românească, București, 1995; (tradus în engleză, 1999)[3]
- Fizionomii. Medalioane de istorie literară, Ed. Nemira, București, 1997, ISBN: 973-9301-04-5;
- Medalioane, Iași, 1997;
- Glose despre altădată, București, 1999;
- Portrete, Ed. Minerva, București, 1999, ISBN: 973-21-0597-6;
- Polifonii, Iași, 2001;

Postume
- Ornea, Zigu (2004), Medalioane de istorie literară (1999-2001), Ediție îngrijită de Tiberiu Avramescu, București: Editura Hasefer, ISBN 973-630-052-8

## Distincții
- Ordinul național „Pentru Merit” în grad de Comandor (1 decembrie 2000) „pentru realizări artistice remarcabile și pentru promovarea culturii, de Ziua Națională a României”[4]